# Pericoma segregata
Pericoma segregata är en tvåvingeart som beskrevs av Vaillant 1978. Pericoma segregata ingår i släktet Pericoma och familjen fjärilsmyggor.
Artens utbredningsområde är Frankrike. Inga underarter finns listade i Catalogue of Life.